# 43e brigade d'infanterie indépendante Gurkha

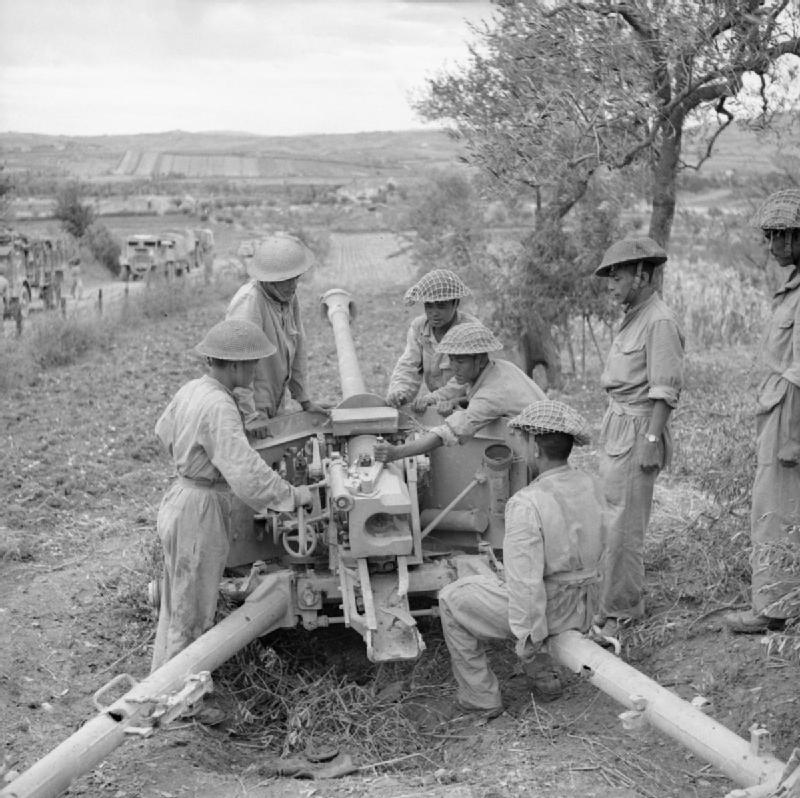
Hommes du 2e bataillon, 6e régiment de fusiliers gorkhas inspectent un canon antichar allemand de 75 mm capturé près de San Clemente, Italie, le 8 septembre 1944.

La 43e brigade d'infanterie indépendante Gurkha, également appelée 43e brigade d'infanterie indienne ou 43e brigade d'infanterie Gurkha (Lorried), est une brigade d'infanterie de l'armée indienne pendant la Seconde Guerre mondiale.
Elle fut créée en 1943 par le changement de nom de la 3e brigade automobile indienne et au lieu de régiments de cavalerie indiens, celle-ci se composait de trois bataillons d'infanterie de l'armée régulière Gurkha. La brigade fut envoyée pour rejoindre les 4e, 8e et 10e divisions d'infanterie indienne et a combattu dans la campagne d'Italie.
À partir du 25 septembre 1944, lors des combats sur la ligne gothique, sous le commandement du brigadier Alan Barker, la brigade est temporairement affectée à la 56e division d'infanterie britannique, en remplacement de la 168e brigade d'infanterie britannique en cours de dissolution. La brigade quitta la division le 7 octobre 1944.

## Ordre de bataille
- 2e bataillon, 6e régiment de fusiliers gorkhas
- 2e bataillon, 8e régiment de fusiliers gorkhas
- 2e bataillon, 10e régiment de fusiliers gorkhas